# Inoue Genzaburō
Inoue Genzaburō (jap. 井上 源三郎; * 4. April 1829 in Hino-shuku, Tama-gun, Bushū (heute Hino, Tokio); † 20. Januar 1868) war ein Samurai der Bakumatsu-Zeit und Anführer der 6. Einheit der Shinsengumi, einer polizeilichen Schutztruppe in Kyōto.
Inoue erlernte alle Techniken der Tennen Rishin-Ryu-Schwertschule und wurde darin 1860 Meister. Er hat aber nicht im Shieikan-Dōjō, wo dieser Stil gelehrt wurde, gelebt. 1863 trat er zusammen mit seinem Meister Kondō Isami und den Schülern Hijikata Toshizō, Okita Sōji, Nagakura Shinpachi, Harada Sanosuke und Tōdo Heisuke der Rōshigumi bei.
Als diese sich spaltete, blieb er weiterhin bei Kondō in Kyōto. Damit entschied er sich dafür, den Shōgun im Kampf gegen die Kaisertreuen zu unterstützen. Er wurde der Anführer der 6. Einheit.
Während des Ikedaya-Vorfalls gelang es ihm, acht Mitglieder der Shishi (Aktivisten) festzunehmen.
Er soll eine sehr ernste und im Umgang mit dem Schwert talentierte Person gewesen sein.
| Personendaten    | Personendaten                                          |
| ---------------- | ------------------------------------------------------ |
| NAME             | Inoue, Genzaburō                                       |
| ALTERNATIVNAMEN  | 井上源三郎 (japanisch)                                 |
| KURZBESCHREIBUNG | Anführer der 6. Einheit der Shinsengumi                |
| GEBURTSDATUM     | 4. April 1829                                          |
| GEBURTSORT       | Hino-shuku, Tama-gun, Bushū (heute Hino-shi, Tōkyō-to) |
| STERBEDATUM      | 20. Januar 1868                                        |